# 듀크 원

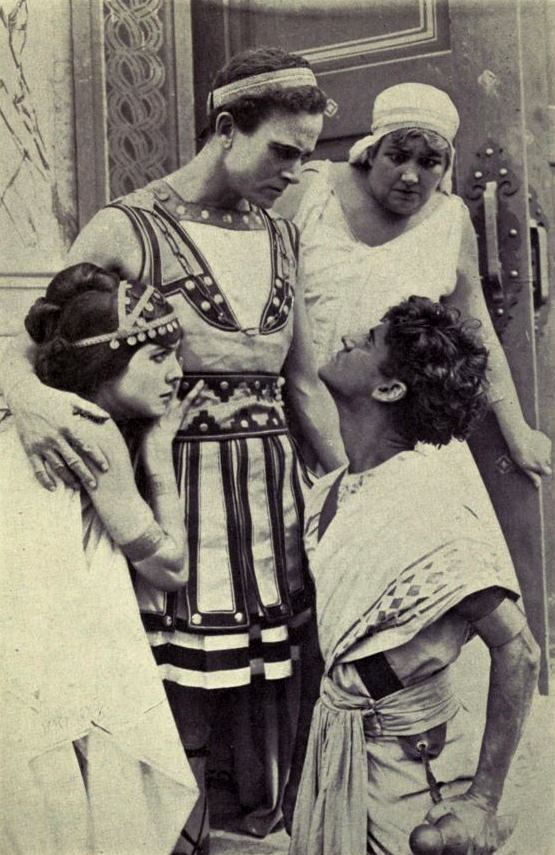

듀크 원(Duke Worne, 1888년 12월 14일 ~ 1933년 10월 13일)은 미국의 영화 감독, 배우, 영화배우, 영화 프로듀서이다.
필라델피아에서 태어났으며 로스앤젤레스에서 사망하였다. 할리우드 포에버 공동묘지에 매장되었다.

## 영화
- 더 하트 오브 브로드웨이 (1928년)
- 토네이도 (1917년)